# Ulex europaeus
Ulex europaeus é uma espécie de planta com flor pertencente à família Fabaceae. 
A autoridade científica da espécie é L., tendo sido publicada em Species Plantarum 2: 741. 1753.

## Nomes comuns
Dá pelos nomes comuns de leiva, tojo, tojo-arnal, tojo-bravo, tojeiro-bravo, pica-ratos.

## Portugal
Trata-se de uma espécie presente no território português, nomeadamente os seguintes táxones infraespecíficos:
- Ulex europaeus subsp. latebracteatus - presente em Portugal Continental, no Arquipélago dos Açores e no Arquipélago da Madeira. Em termos de naturalidade é endémica da Península Ibérica e introduzida no Arquipélago dos Açores e no Arquipélago da Madeira. Não se encontra protegida por legislação portuguesa ou da Comunidade Europeia.
- Ulex europaeus subsp. europaeus - presente em Portugal Continental e no Arquipélago dos Açores. Em termos de naturalidade é nativa de Portugal Continental e introduzida no Arquipélago dos Açores. Não se encontra protegida por legislação portuguesa ou da Comunidade Europeia.